# جوزيه ماريا بازو
جوزيه ماريا بازو (بالإسبانية: José María Pazo)‏ (مواليد 4 أبريل 1964) هو لاعب كرة قدم. يلعب مع منتخب كولومبيا لكرة القدم. سبق له أن لعب في كأس العالم لكرة القدم مع منتخب بلاده.

## روابط خارجية
- جوزيه ماريا بازو على موقع قاعدة بيانات كرة القدم.إي يو (الإنجليزية)
- جوزيه ماريا بازو على موقع ناشيونال فوتبول تيمز (الإنجليزية)